# Brachybelus cruralis
Brachybelus cruralis är en insektsart som beskrevs av Carl Stål. Brachybelus cruralis ingår i släktet Brachybelus och familjen hornstritar. Inga underarter finns listade i Catalogue of Life.